# Sauto
Sauto er en by og kommune i departementet Pyrénées-Orientales i Sydfrankrig.

## Geografi
Sauto ligger i Conflent 80 km vest for Perpignan. Nærmeste by er mod vest Mont-Louis (4 km).

## Demografi

### Udvikling i folketal
| 1962                                                              | 1968 | 1975 | 1982 | 1990 | 1999 | 2007 | 2011 | 2017 |
| ----------------------------------------------------------------- | ---- | ---- | ---- | ---- | ---- | ---- | ---- | ---- |
| 162                                                               | 121  | 98   | 93   | 102  | 107  | 81   | 96   | 91   |
| Tal fra og med 1962 er uden dobbelttælling (sans doubles comptes) |      |      |      |      |      |      |      |      |